# Christian Rosenkreutz
Christian Rosenkreutz (1378–1484) a hagyomány szerint a „rózsakeresztesek” vallás alapítója.

## Életének története
Christian Rosenkreutz német nemesi családból származott. Szülei elszegényedésük után a gyermeket ötéves korában kolostorba adták. Az ifjú gyorsan fejlődött, megtanulta a latin és a görög nyelvet. Idő múltával a kolostor egyik barátja rábeszélte, hogy kísérje el őt a szent sírhoz. Elindultak, de barátja Cipruson meghal. Rosenkreutz ekkor egyedül folytatta az utat Damaszkusz felé. Útközben megbetegedett, de meggyógyult, gyógyulását Isten különös kegyének tulajdonította. Az öreg damaszkuszi arabok eldicsekedtek előtte titokzatos tudományukkal. Miután megtanult arabul, elsajátította ezeket a tudományokat. Húszéves korában elhagyta Arábiát és Egyiptomba ment. Itt nem sokáig maradt. Behajózta az egész Földközi-tengert, végül Fezben telepedett le.
Fezben kabbalával, mágiával, fizikával, alkímiával és gyógyászattal foglalkozott. Két év múlva elhagyta az arab várost és Spanyolországba, majd hazájába, Németországba tért vissza. Itt a tudománynak élt, főleg a fémek transzmutálásával (átalakításával), valamint gyógyítással foglalkozott. Látta az emberek vallástalanságát, és elhatározta, hogy megváltoztatja őket. Társakat keresett, régi kolostorából három testvért vett magához, akikkel hűséget, engedelmességet és hallgatást fogadtatott. A testvérek azután papírra vetették mindazt, amit Rosenkreutz mondott. Ez a négy ember alkotta az első rózsakeresztes társaságot. Később még két páran csatlakoztak hozzájuk, innentől nyolcan voltak.
A testvérek megismerkedtek minden titkos tudománnyal és világgá mentek. Végezték
munkájukat, úgy, ahogy kötelezték magukat, CHRISTIAN ROSENKREUTZ miután titkát
átruházta társaira barlangba vonult és remeteként élt, 106 éves korában meghalt.
Ebben a sziklasírban feküdt érintetlenül 120 évig. 1604-ben felfedezték sírját. S mikor a barlangban széttekintettek, az oltáron réztáblát találtak, amelyen ez volt olvasható: A. C. R. C. Hoc universi compendium vivus mihi sepulchrum feci [Élőként készítettem magamnak ezt a sírt a világmindenség hasznára]. A barlang fala tele volt titokzatos felírásokkal, az oltár pedig nagymennyiségű kézirattal, amely
jórészt az aranycsinálásról szólt. Elvonultságában is élénk szellemi életet élt, ezt bámulatos, érthetetlen feliratok, rajzok tekercsek halmaza tanúsítja. A recepteket nem tudta senki megfejteni, csak azt vélik tudni róla, hogy megtalálta a Bölcsek kövének titkát. Ezzel az anyaggal nemcsak aranyat lehet csinálni, de segítségével minden betegség elillan az emberből, és az élet is meghosszabbodik.
Szerb Antal A rózsakeresztesek című tanulmányában, mely később részben A Pendragon legenda című regényének alapja is, azt állírja, hogy Christian Rosenkreutz sohasem létezett. A rá vonatkozó legrégibb adat két könyv, melyek a németországi Kasselben jelentek meg 1614-ben: a Fama Fraternitatis R.C. (vagyis híradás a rózsakeresztes társaságról) és a Confessio Fraternitatis R.C. (a rózsakeresztesek hitvallása), majd később egy harmadik könyv, a Chymische Hochzeit Christiani Rosencreutz anno 1459 (Christian Rosenkreutz kémiai menyegzője). Ezeknek a könyveknek az állítása szerint a rózsakeresztes társaságot Christian Rosenkreutz, aki 1388-ban Németországban született, alapította. Rosenkreutz elzarándokolt a Szentföldre, mondják a könyvek, zarándokútján eljutott az arab bölcsek titkos városába, Damcarba és ott beavatták a természet titkaiba. 
Mindhárom könyvnek Johann Valentin Andreae, evangélikus lelkész és misztikus költő a szerzője. Andreae öregkorában felfedte szerzőségét és önéletrajzában azt állította, hogy az említett műveket játékból és kíváncsiságból írta, illetve a Kémiai menyegzőt paródiának szánta, de semmi sem igaz belőlük.

## Idézetek
„35 éves korában visszatért Európába, magában hordozva a »világ minden bölcsességét«. Maga mellé vette 12 tanítványát, és ezzel kezdődött a rózsakeresztesek igazi munkálkodása. Göllner Mária úgy írja, hogy Christian Rosenkreutz csodálatos kisugárzásából alakult ki a rózsakeresztesek világszemlélete.”